# Yang Tao
Yang Tao (Shenyang, 15 september 1997) is een Chinese langebaanschaatser.

## Records

### Persoonlijke records
| Afstand      | Tijd     | Datum             | Baan           |
| ------------ | -------- | ----------------- | -------------- |
| 500 meter    | 34,84    | 24 september 2017 | Calgary        |
| 1000 meter   | 1.09,29  | 10 december 2017  | Calgary        |
| 1500 meter   | 1.50,72  | 19 maart 2017     | Salt Lake City |
| 3000 meter   | 4.03,78  | 26 augustus 2017  | Calgary        |
| 5000 meter   | 7.07,07  | 2 november 2013   | Harbin         |
| 10.000 meter | 14.57,73 | 30 november 2013  | Changchun      |

(laatst bijgewerkt: 3 maart 2018)

## Resultaten
| Jaar | WK Sprint            | Olympische Spelen  | WK Junioren                   |
| ---- | -------------------- | ------------------ | ----------------------------- |
| 2016 |                      |                    | 500m · 18e 1000m · teamsprint |
| 2017 |                      |                    | 6e 500m 16e 1000m             |
| 2018 | NS3 (17e, 21e, -, -) | 27e 500m 26e 1000m |                               |
|      |                      |                    |                               |
| 2022 |                      | 22e 500m           |                               |